# Euskotren Tranbia
Euskotren Tranbia, hasta 2011 EuskoTran, es una división comercial y servicio público de transporte de pasajeros operado por Euskotren, propiedad del Gobierno Vasco. A día de hoy, es responsable de los servicios tranviarios urbanos, realizados mediante trenes ligeros, que recorren las ciudades de Bilbao (Vizcaya) y Vitoria (Álava). 
Además de los mencionados tranvías, existen distintos proyectos para la extensión de este tipo de transporte en otras localidades del País Vasco, en desarrollo, estudio, o paralizados. Se espera que Euskotren sea, a través de su división especializada, el operador de algunos de dichos tranvías nuevos, si bien no necesariamente de todos. 
Euskotren gestiona, asimismo, un servicio de tranvía entre las localidades de Ermua (Vizcaya) y Éibar (Guipúzcoa), la línea 1T, que cuenta con apeaderos exclusivos en el trazado ferroviario entre Bilbao y San Sebastián, donde se sirve también la línea E1 entre ambas capitales. Desde mediados de los noventa, el tranvía es ofrecido con las mismas unidades de tren (no ligeras) que los servicios de cercanías del operador, por lo que la explotación y catalogación de dicho servicio corresponde a Euskotren Trena.

## Servicios actuales y proyectados
| Recorrido                                | Recorrido                                     | Artículo principal              | Longitud total     | Número de estaciones | Municipio                          |
| Servicios actuales                       | Servicios actuales                            | Servicios actuales              | Servicios actuales | Servicios actuales   | Servicios actuales                 |
| ---------------------------------------- | --------------------------------------------- | ------------------------------- | ------------------ | -------------------- | ---------------------------------- |
|                                          | Bolueta - La Casilla                          | Tranvía de Bilbao               | 8 km               | 16                   | Bilbao (Vizcaya)                   |
| TVG                                      | Ibaiondo - Salburua                           | Tranvía de Vitoria              | 6,8 km             | 18                   | Vitoria (Álava)                    |
| TVG                                      | Abetxuko - Unibertsitatea                     | Tranvía de Vitoria              | 7,41 km            | 17                   | Vitoria (Álava)                    |
| Líneas en proyecto o estudio informativo |                                               |                                 |                    |                      |                                    |
|                                          | UPV-EHU - Lejona - Urbinaga (en proyecto)     | Tranvía UPV - Lejona - Urbinaga | 5 km               | 11                   | Lejona, Erandio y Sestao (Vizcaya) |
|                                          | Urbinaga - Baracaldo (en estudio informativo) | Tranvía de Baracaldo            | 10,7 km (aprox.)   | 17                   | Baracaldo y Sestao (Vizcaya)       |
| Total                                    | Total                                         | Total                           | 22,21 km*          | 51*                  |                                    |
| Total                                    | Total                                         | Total                           | 15,7 km**          | 28**                 |                                    |

(*) El número total en servicios actuales.
(**) El número total de las líneas en proyecto o estudio informativo.

## Tranvía de Bilbao
Bajo el nombre de EuskoTran, la división nace de forma paralela al proyecto de metro ligero de la capital vizcaína.
El 27 de mayo de 1999 se inician oficialmente las obras, para inaugurar el primer tramo, Atxuri-Uribitarte, el 18 de diciembre de 2002, con seis paradas. El 30 de abril de 2003 se amplía con el apeadero de Guggenheim. El 24 de julio de 2003 entran en funcionamiento cuatro paradas más, las correspondientes al tramo Guggenheim - San Mamés. En el año 2004, la línea se amplía con la parada Basurto y, finalmente, el 27 de abril de 2012, se amplía con dos nuevas paradas: Basurto y La Casilla, cambiándose además de nombre el apeadero original denominado Basurto por Ospitalea/Hospital.

### Tarifas
Billete ocasional: 1,50 €
Creditrans (en Barik): 0,73 €
Hirukotrans (en Barik): 0,56 € para Familia Numerosa General y 0,38€ para Familia Numerosa Especial
Gizatrans (en Barik): 0,5 € para general, 0,28 € para Familia Numerosa General y 0,18 € para Familia Numerosa Especial

### Próximas ampliaciones

#### Creación de un anillo tranviario
El tranvía de Bilbao será una línea circular con ramales (Atxuri-Etxebarri y Euskalduna-Zorrotzaurre). Para cerrar el anillo tranviario se realizó el primer tramo la línea a través de la calle Autonomía, con paradas en Autonomía y la plaza de La Casilla. Posteriormente el tranvía seguirá por las calles Autonomía y Hurtado de Amézaga, hasta la plaza Circular, donde se sitúa la estación de Abando Indalecio Prieto.

#### Extensión a Zorrozaurre y Zorroza
Con la regeneración de Zorrozaurre, que comenzó en 2010, se pretende llevar el tranvía hasta la isla, valiéndose del puente Euskalduna, ampliando así la línea con un total de cuatro nuevas paradas. Tras la llegada del tranvía a Zorrozaurre, este pasaría a Zorroza mediante un puente móvil. El 29 de noviembre de 2012 se aprobaba definitivamente el Plan Especial de Zorrotzaurre, que confirma la extensión del tranvía con cuatro paradas.

#### Extensión a Echévarri o Basauri
Con el cambio de estación terminal de los trenes de Euskotren Trena de Atxuri al Casco Viejo, la estación clásica de Atxuri pasará a dar servicio solo al tranvía, y este se prolongará, utilizando las vías antes usadas para servicios de cercanías, hasta llegar a la estación de Kukullaga en Echévarri, o incluso hasta Ariz, en Basauri (ambas dan servicios de Euskotren Trena, y servirían de intercambiador).

## Tranvía de Vitoria
El tranvía de Vitoria supuso el desembarco de Euskotren en territorio alavés. Inició sus operaciones el 23 de diciembre de 2008, uniendo el centro de la ciudad con el barrio de Ibaiondo, con una frecuencia de 12 minutos en hora punta y 15 en horas de menor tránsito. De este modo, quedaban unidas en una primera fase 12 de las 18 paradas de todo el trazado. El 10 de julio de 2009 se inauguró el segundo ramal, que llega hasta el barrio de Abechuco.

### Tarifas
Billete ocasional: 1,50 €
Tarjeta Bat: 0,36 € (con transbordo gratuito entre tranvía y red de autobuses de Vitoria)
Tarjeta Mugi: 0,36 € (con transbordo gratuito entre tranvía y red de autobuses de Vitoria)
Tarjeta Barik: 0,36 € (con transbordo gratuito entre tranvía y red de autobuses de Vitoria)
Bono mensual bus-Tranvía: 30 €

### Próximas ampliaciones

#### Ampliación a Salburua
El 1 de marzo de 2012 el Gobierno Vasco, la Diputación Foral de Álava y el Ayuntamiento de Vitoria acordaban priorizar la ampliación del tranvía por las calles Federico Baraibar, José Mardones, Los Herrán, donde se encuentra la estación de autobuses, y Obispo Ballester. La ampliación, de dos kilómetros de longitud, contaría con seis paradas nuevas y entraría en funcionamiento en 2015. En el futuro, se ampliaría al barrio de Salburua.

## Tranvías proyectados

### Tranvía de Lejona

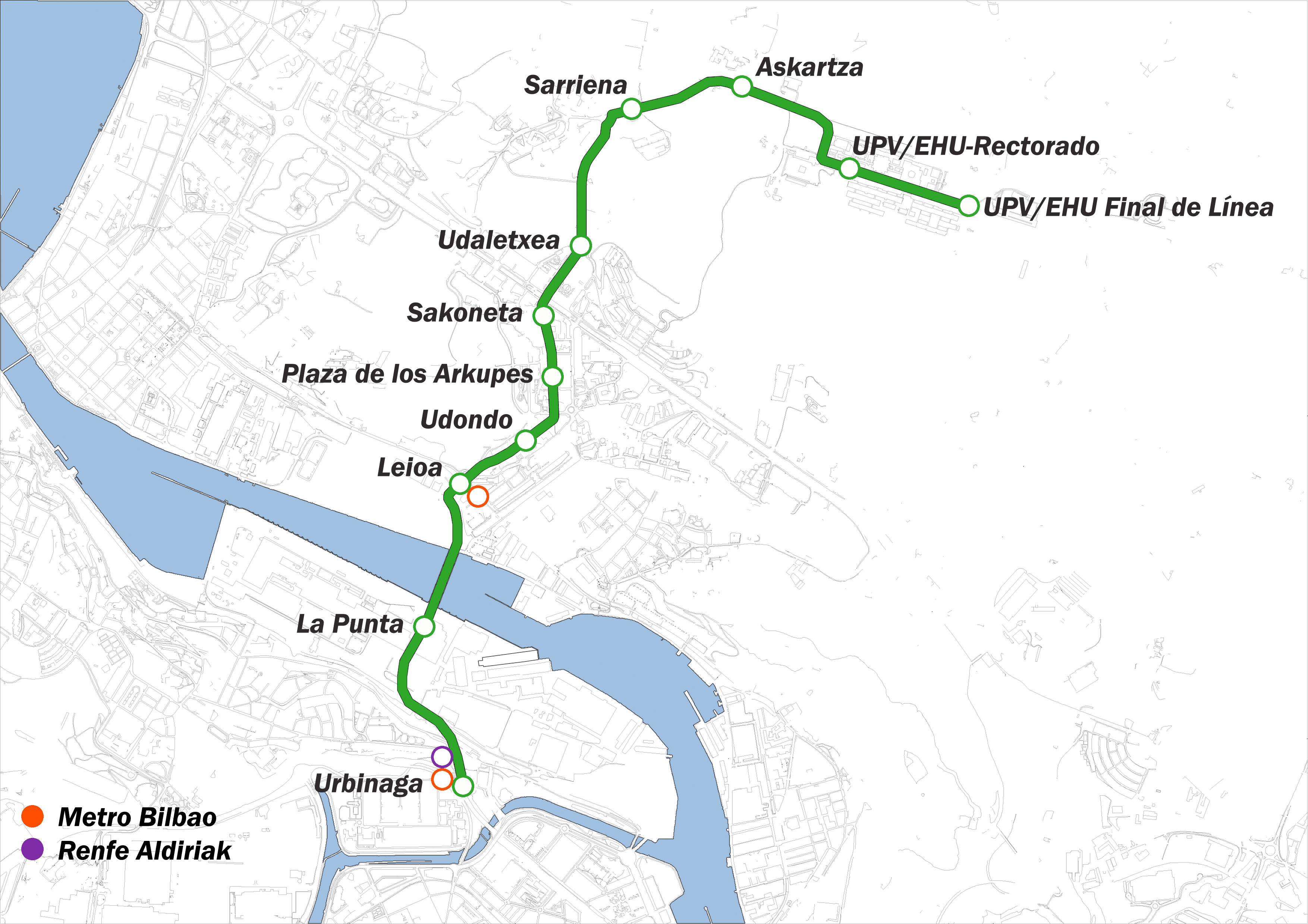
Plano de la línea UPV-Lejona-Urbinaga de Euskotren Tranbia, con correspondencias y tramos proyectados.

La línea de tranvía de Lejona tendrá un total de 11 estaciones, y su construcción está dividida en tres fases. La primera fase, actualmente finalizada, es la construcción de los edificios para talleres y cocheras, así como oficinas, del tranvía. La segunda fase, cuyo proyecto constructivo se encuentra aprobado, consiste en la construcción de la infraestructura que unirá el Campus de la Universidad del País Vasco en Lejona (con dos paradas) con la estación de metro de Leioa, de la línea L1, con un total de 9 paradas:
- UPV II (Final de línea)
- UPV I (Frente al rectorado)
- Sarriena (Frente al ramal de acceso a la urbanización y el colegio Askartza)
- Rotonda de Sarriena (Colegio de Las Irlandesas - Altamira)
- Edificio consistorial (Udaletxea)
- Avenida Sabino Arana (Aketxe)
- Avenida Sabino Arana (Plaza de los Arkupes - Sakoneta)
- Boulevard Udondo
- Estación de Leioa | Metro Bilbao:

Por su parte, la tercera fase unirá la estación de Leioa, en la Margen Derecha, con la de Urbinaga, en la Margen Izquierda, correspondiente a la línea 2 de metro. El cruce de la Ría de Bilbao se hará mediante un puente móvil sobre el cual pasará el tranvía, además de que contará con espacio para peatones y bicicletas. Dicha fase se encuentra en estudio informativo, y contará previsiblemente con 2 estaciones:
- La Punta
- Urbinaga | Metro Bilbao:

Una vez que se realice la intermodal de Urbinaga, en ella confluirán la L2 de Metro Bilbao, las líneas de tranvía de Lejona y Baracaldo y las líneas C-1 y C-2 de Renfe Cercanías.

### Tranvía de Baracaldo

Plano de la línea de Tranvía de Baracaldo.

La línea de tranvía de Baracaldo unirá Urbinaga con diversos barrios de Baracaldo. El recorrido urbano consistirá en un anillo de unos nueve kilómetros con 15 paradas, más otras 2 en Sestao para unir el tranvía de Baracaldo con el de Lejona y la UPV. La línea se encuentra en estudio informativo y el número de paradas y kilómetros podría variar considerablemente. Las paradas anunciadas por el proyecto preliminar para el tramo Urbinaga-Baracaldo son:
Entrando más a detalle y tal y como refleja el mapa, el recorrido partirá de la futura estación intermodal de Urbinaga, en Sestao, donde se unirá al tren de cercanías y al metro, y tendrá paradas en Vega de Galindo, la Avenida de Altos Hornos y Desierto y, tras pasar bajo el puente de Róntegui, dos más en Luchana: una próxima al apeadero de Renfe y otra en el centro del barrio. Desde allí partirá al BEC, con otras dos paradas junto a la estación de Ansio y en la Avenida Euskadi. A partir de aquí el tren ligero viajará hasta Retuerto y Zuazo, con paradas en ambos barrios, para llegar a Megapark y las torres de San Vicente. En este punto «se bifurcará en dos ramales que discurren por el centro urbano de Baracaldo», resumió Arriola, con paradas en San Vicente, Santa Teresa y San Eloy. Tras discurrir por Bagaza, el tranvía cruzará el río Galindo y volverá al punto de partida de Urbinaga, cerrando el circuito y uniéndolo con el tramo hacia Lejona. 
Inversión: 200 millones de euros + IVA.
En Sestao:
- Urbinaga | Renfe Cercanías:
- Vega de Galindo

En Baracaldo:
- Avda. de los Altos Hornos
- Desertu
- Lutxana-Renfe | Renfe Cercanías:
- Lutxana Centro
- Ansio | Metro Bilbao:
- Avda. de Euskadi
- Retuerto
- Zuazo
- Avda. de la Ribera
- Megapark
- Torres San Vicente
- Jardín Botánico
- San Vicente
- San Eloy
- Bagatza | Metro Bilbao:

Queda la duda de cómo se gestionará el trazado circular del tranvía en Baracaldo con el ramal hacia la UPV del tranvía Urbinaga - Lejona - UPV.

### Proyectos desechados
Ha habido otros proyectos de tranvía pero fueron desechados:

#### Tranvía a Recalde
El Gobierno Vasco descartó la ampliación del tranvía de Bilbao propuesta por el anterior ejecutivo. Esta contemplaba una extensión hasta el barrio de Recalde pasando por Autonomía y La Casilla, mediante un nuevo ramal que poseería tres nuevas estaciones, una en la calle Autonomía, conectando con la estación de Autonomía de Renfe Cercanías, otra en la plaza de La Casilla y la última en la plaza de Recalde, conectando con la estación de metro que dará servicio en unos siete años. El proyecto se ha desechado, considerándose en su lugar solo la construcción de la línea 4 de metro a Recalde que ya estaba prevista.

#### Tranvía del Alto Deva
Este proyecto contemplaba un tranvía interurbano, con 32 estaciones divididas en tres fases:
- Vergara - Mondragón - Arechavaleta: 19 paradas (6 en Vergara, 9 en Mondragón y 3 en Arechavaleta).
- Arechavaleta - Escoriaza: 3 paradas.
- San Prudencio - Oñate: 10 paradas.

El proyecto fue rechazado por el Gobierno Vasco del PSE, debido a las múltiples alegaciones de los afectados, considerándose la posibilidad de establecer un servicio Bus Rapid Transit de lanzaderas.

## Material móvil

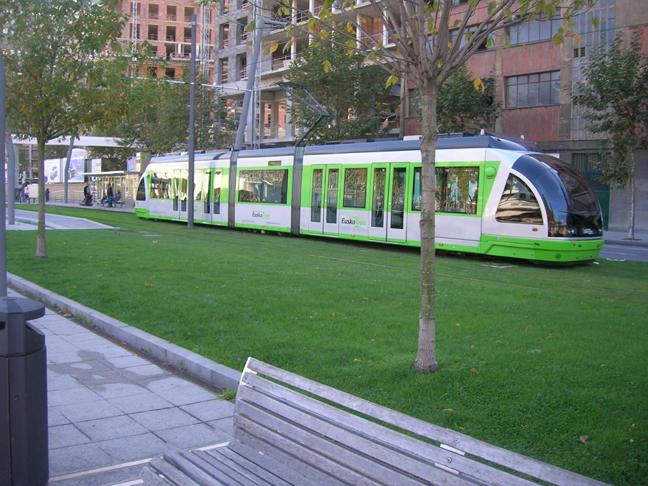
El tranvía de Bilbao próximo a la estación de Uribitarte.

La primera unidad de tranvía fue entregada a Euskotren el 8 de mayo de 2002 dentro de un contrato que suponía la compra de 7+1 unidades. La actual flota de Euskotren Tranbia en Bilbao consta de 11 unidades de tranvía numeradas de la 401 a la 408 y de la 501 a la 503. Las unidades de la serie 400 pueden transportar a 192 personas cada una, de las cuales 50 pueden ir sentadas. En Vitoria son una quincena de unidades, numeradas de la 504 a la 511 y de la 601 a la 607. Cada 500 tiene una capacidad de 244 pasajeros (44 sentados) y las 600 llegan a los 400.
Cada unidad de la serie 400 tiene una longitud de 24 metros, e incorpora 4 puertas de entrada y salida en ambos lados, lo que permite reducir los tiempos en las paradas para el descenso y recogida de viajeros. Los tranvías de la serie 500 son algo más largos, llegando a los 31 metros y con 6 puertas a cada lado del convoy. Las 600 tienen una longitud de 44 metros, con 8 puertas por lado en cada unidad.
La entrada se sitúa al nivel del andén, lo que facilita el tránsito de personas con movilidad reducida. Como apunte adicional el tranvía 408 está considerado como prototipo, ya que consta de un bogie central motorizado en lugar de los dos extremos motorizados, siendo un prototipo de los posteriores modelos de Urbos de CAF de 100% piso bajo, aunque conservando el 70% piso bajo de sus hermanas de la serie 400. En Vitoria, todas las unidades son 100% de piso bajo.
Entre los equipamientos de cada unidad cabe destacar el aire acondicionado, calefacción, paneles informativos y la megafonía centralizada.

## Tranvías decorados
Por distintos motivos (generalmente, publicitarios) los tranvías pueden verse decorados temporalmente, llevando así una estética distinta a la habitual.

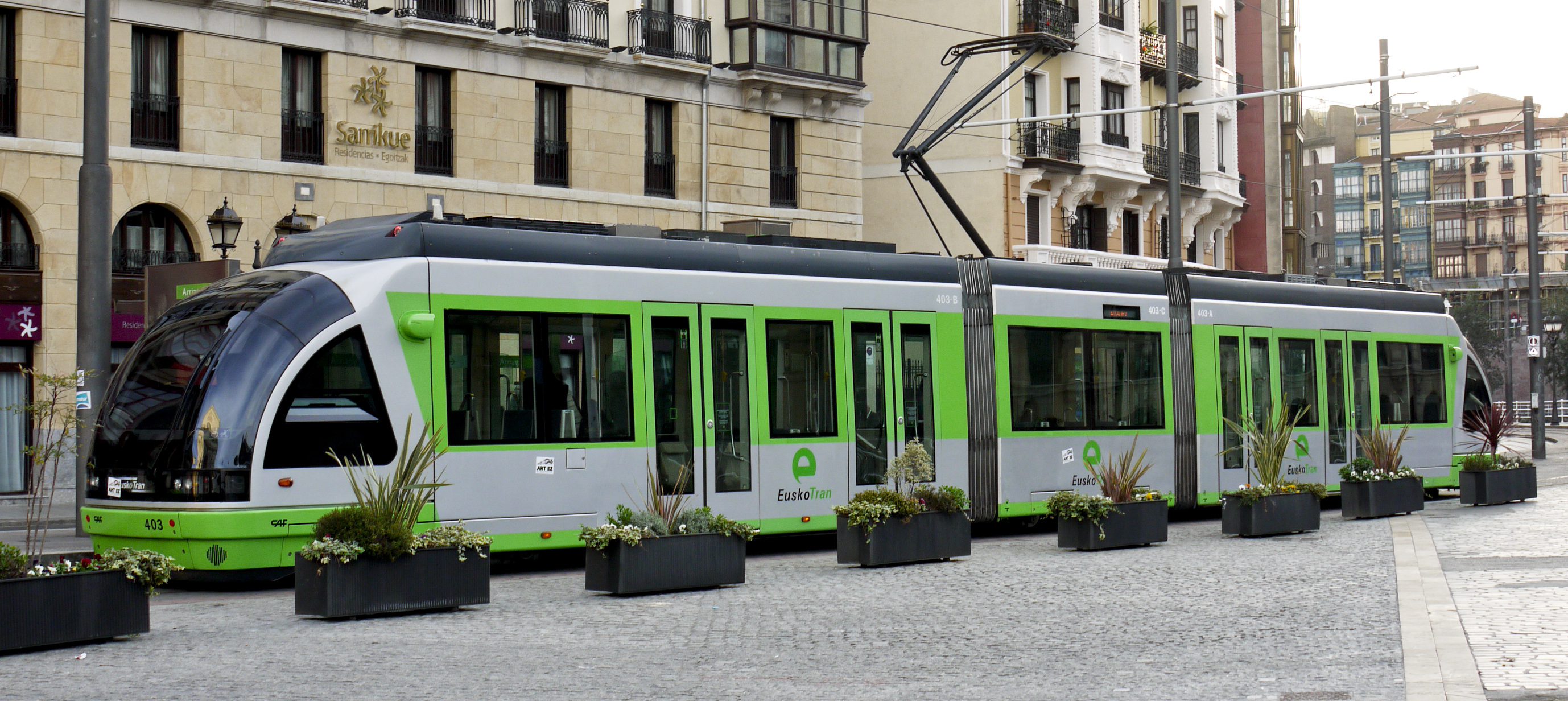
Estética habitual.
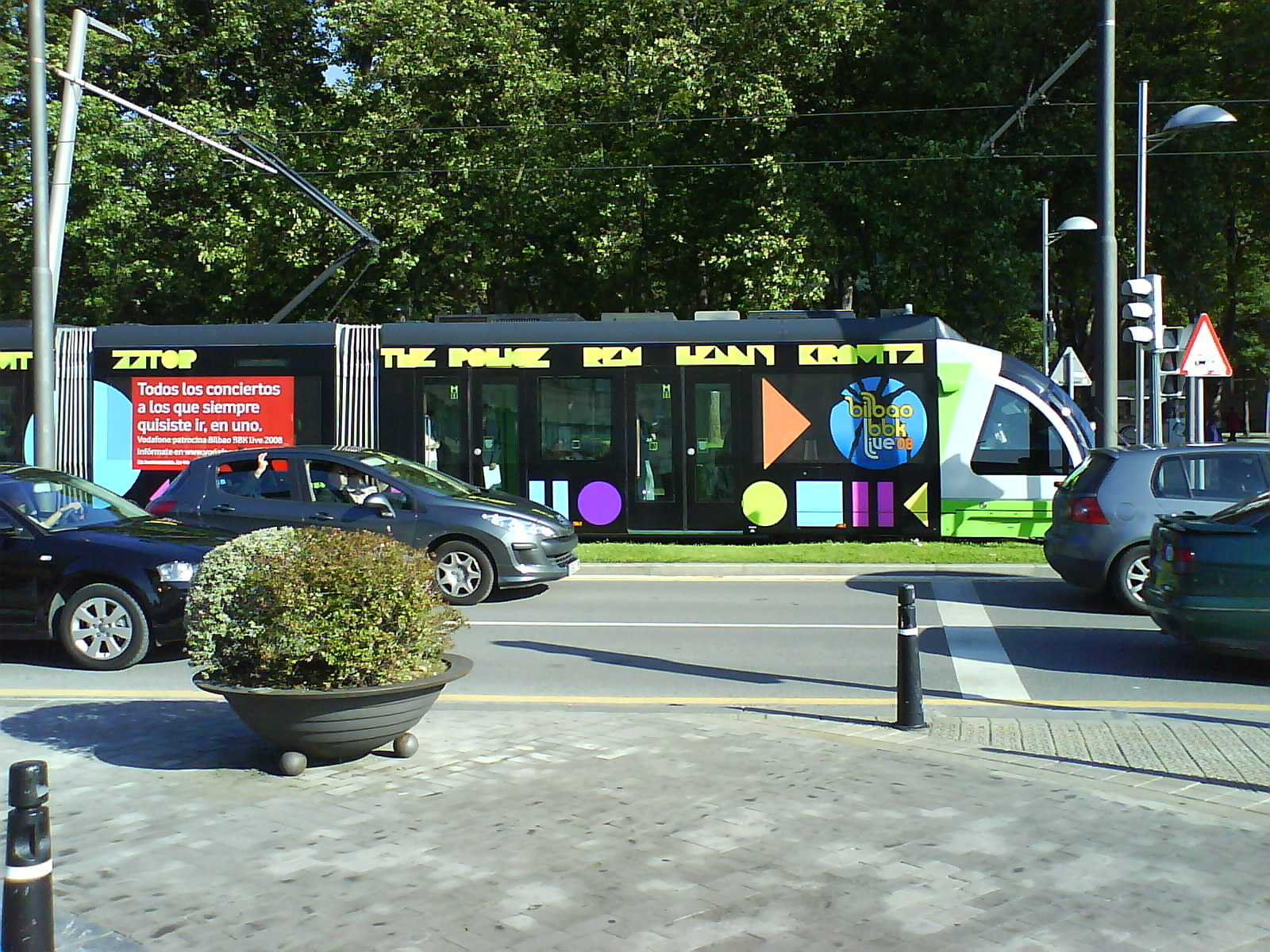
Bilbao BBK Live 2008.